# Myasishchev M-4

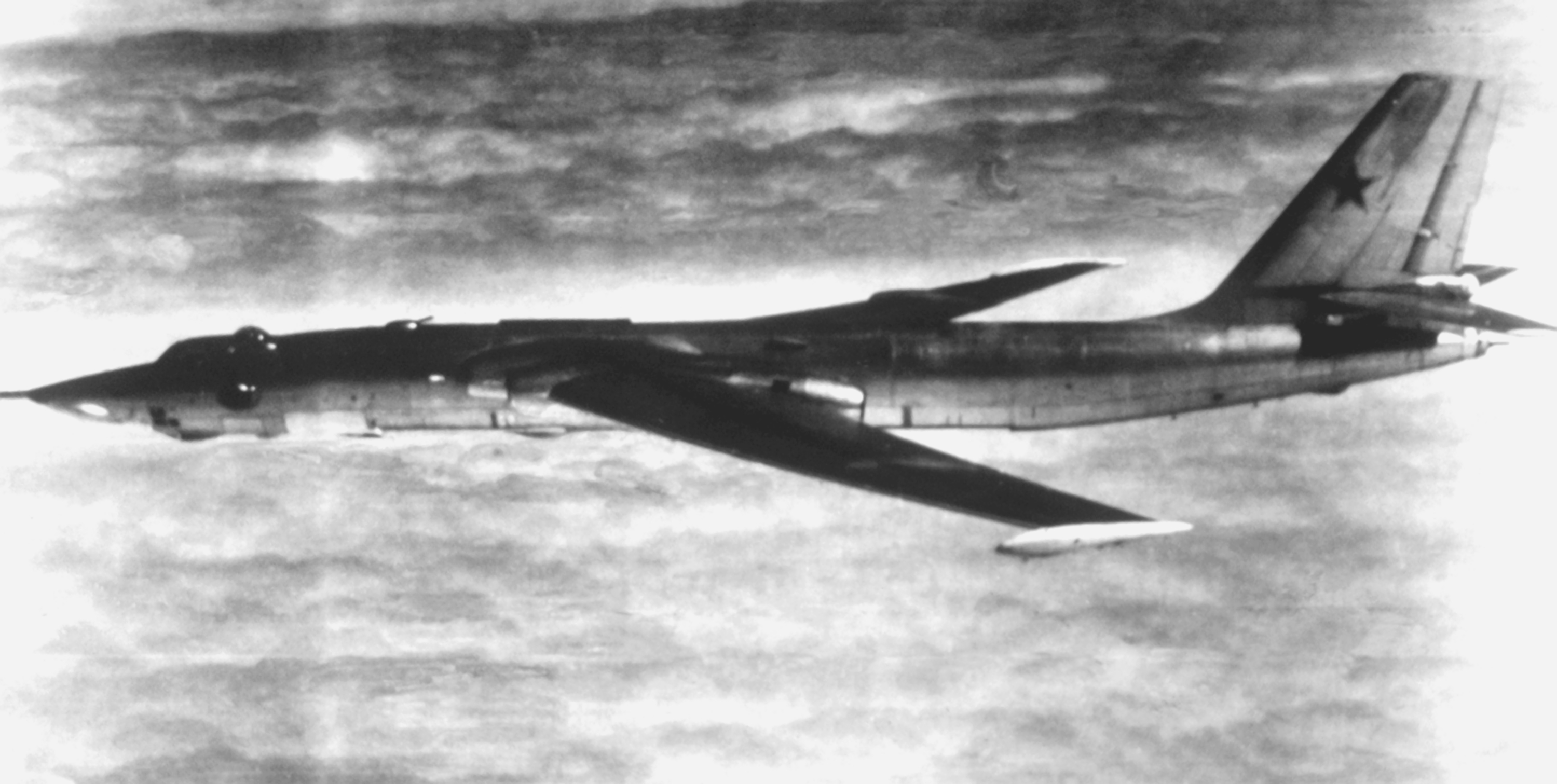
Myasishchev M-4 ripreso in volo nell'agosto 1982

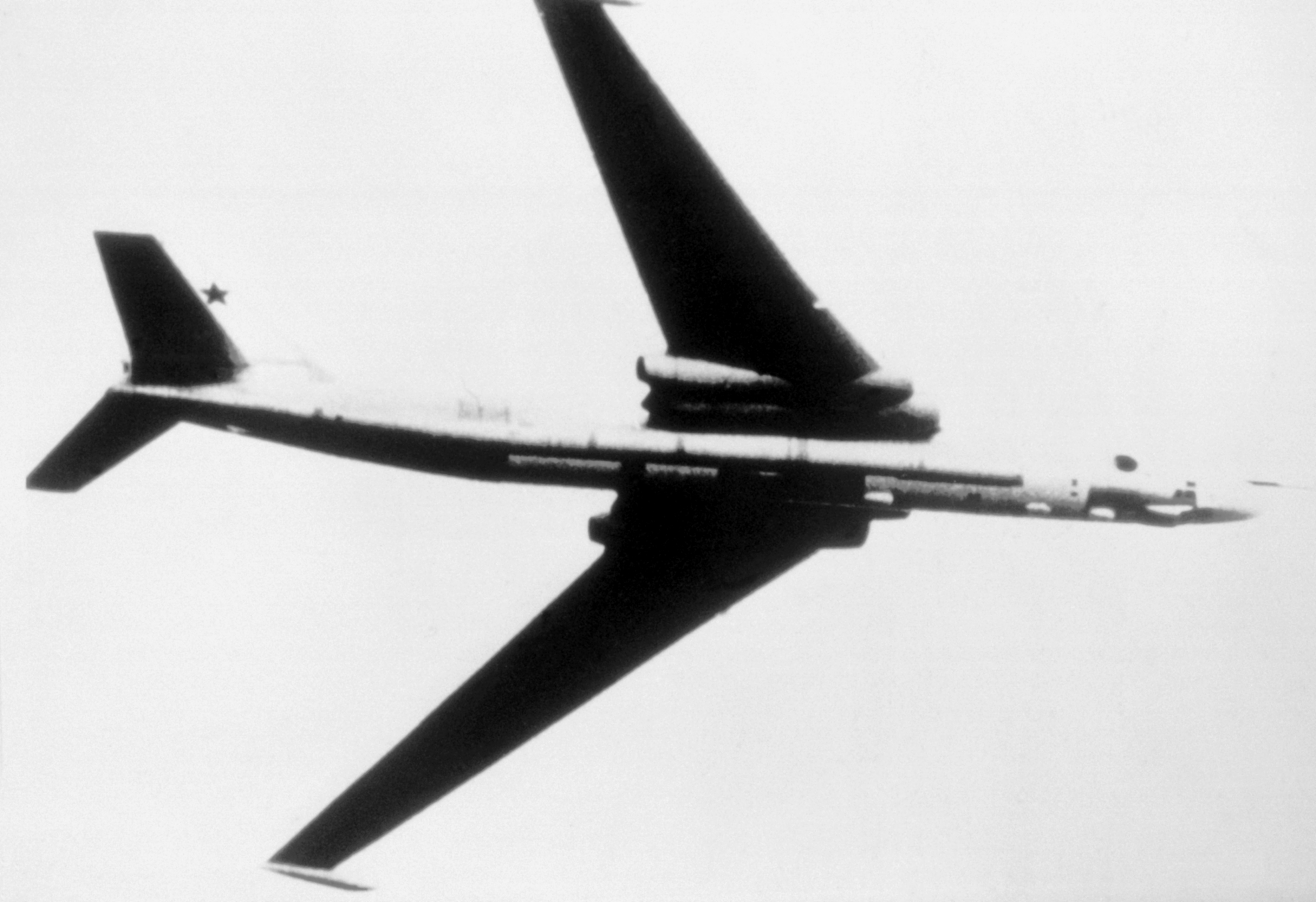
Vista inferiore di un M4

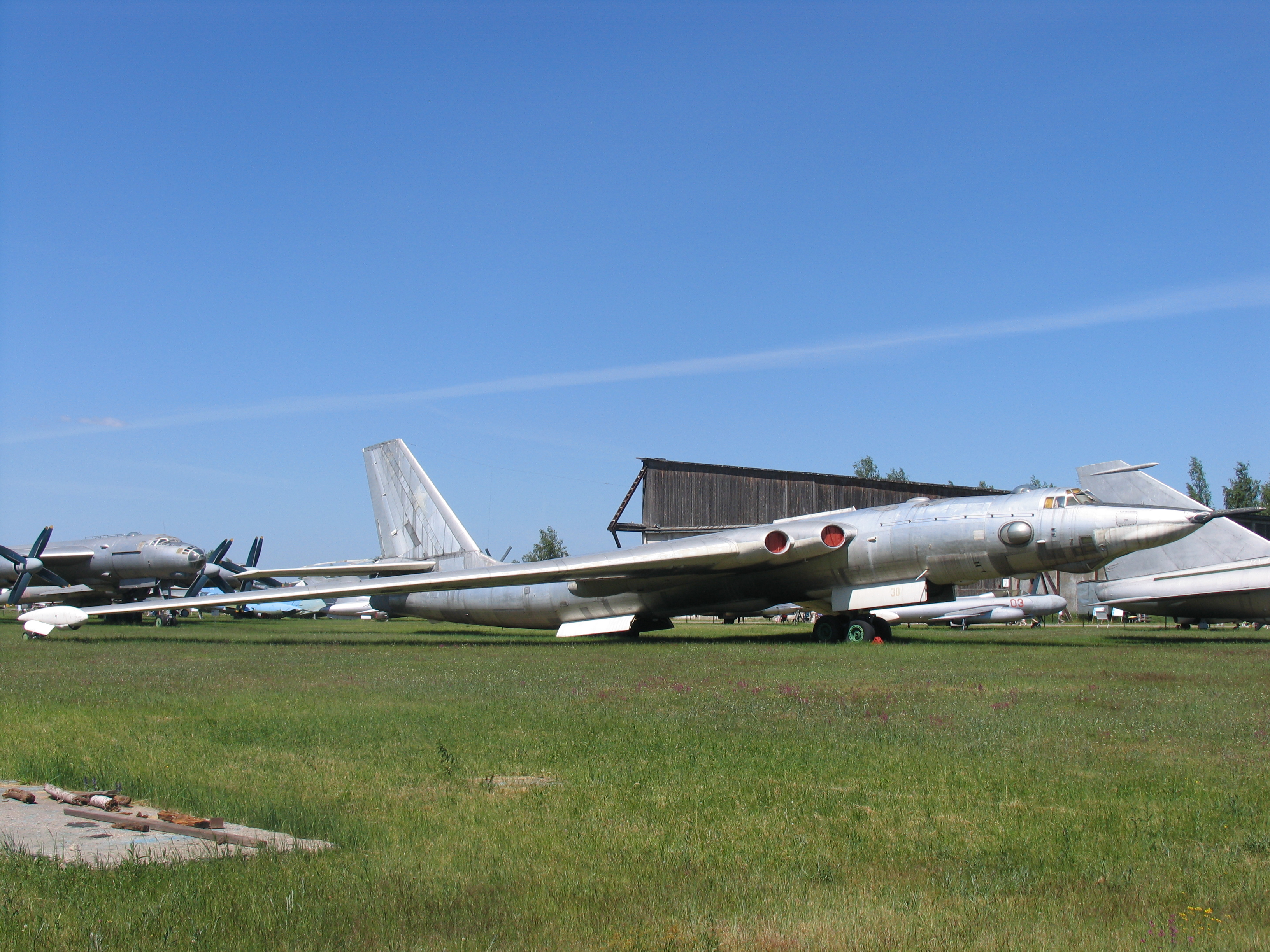
Visuale intera del 3MD conservato al museo di Monino

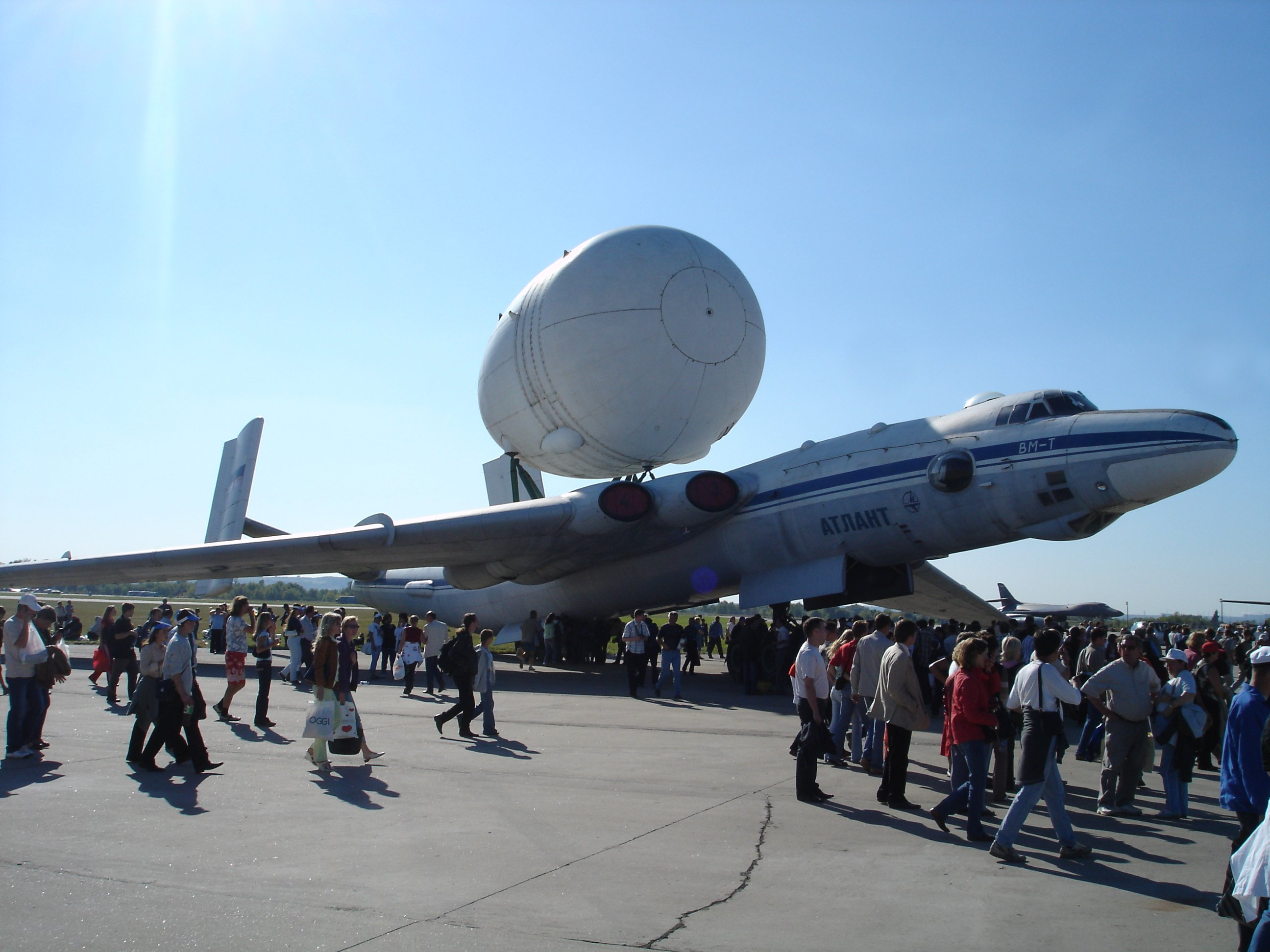
Myasishchev VM-T, variante dell'M-4 in grado di trasportare carichi ingombranti in un pod posto sopra la fusoliera, ripreso al MAKS Airshow a Mosca nel 2005

Il Myasishchev M-4 Molot (in cirillico Мясищев М-4 Молот, molot - martello in russo - nome in codice NATO Bison, bisonte in inglese) era un bombardiere strategico sovietico quadrimotore a turbogetto con ala a freccia. Fu progettato dall'OKB 23, un ufficio di progettazione creato appositamente per realizzare un bombardiere in grado di attaccare obiettivi dell'America settentrionale, e diretto da Vladimir Michajlovič Mjasiščev. Venne sviluppato negli anni cinquanta e successivi, in simultanea con il Tupolev Tu-95 "Bear", rispetto al quale vantava una maggiore velocità massima, ma minore autonomia. Vennero costruiti non meno di 119 esemplari del velivolo, di cui 34 nella versione M-4 iniziale, ai quali si aggiunsero 74 nelle successive denominate 3M (Bison-B per la NATO), più ulteriori 11 3MD (Bison-C per la NATO). Impiegati da diverse forze aeree sovietiche e poi russe, dapprima come bombardieri, in seguito come aerocisterne, hanno cessato l'attività di volo il 21 marzo 1994.

## Storia del progetto

### Sviluppo
Nel corso della seconda guerra mondiale, l'Unione Sovietica sviluppò fondamentalmente con la Sovetskie Voenno-vozdušnye sily una aviazione da appoggio tattico, fatta l'eccezione del quadrimotore Petlyakov Pe-8 utilizzato sporadicamente nel ruolo di bombardiere pesante e con scarso successo.. Vladimir Michajlovič Mjasiščev era a capo di un ufficio di progettazione sperimentale, OKB-32 nella terminologia sovietica, che lavorava alla messa a punto di un innovativo grosso aereo da bombardamento strategico, denominato DVB-102. Il programma e l'ufficio tecnico però, vennero chiusi su ordine di Stalin nel 1946 dopo la costruzione di due prototipi,  ufficialmente per gli scarsi risultati ottenuti, più realisticamente per dare la massima priorità al programma di ingegneria inversa assegnato al progettista Andrej Tupolev. Questi, per soddisfare rapidamente l'esigenza di avere un bombardiere pesante, tra il 1945 e il 1947 realizzò il Tupolev Tu-4 copiando i Boeing B-29 Superfortess statunitensi costretti a compiere atterraggi di fortuna in Unione Sovietica, dopo essere stati colpiti nel corso di missioni sul Giappone.
Non soddisfatto della fine del progetto e dello scioglimento del suo OKB, Myasischev propose, nel 1950 o l'anno successivo direttamente a Stalin un bombardiere a reazione capace di arrivare sugli USA continentali. Questo era già stato richiesto dall'Eroe dell'Unione Sovietica a Tupolev poco prima. Dal momento che le distanze erano di oltre 5500 km si trattava di una sfida tecnologica difficile per l'epoca. Stalin concesse a Myasischev un OKB e la fabbrica statale GAZ-23 di Fili. Al programma fu data precedenza assoluta, in quanto all'epoca l'Unione Sovietica, pur essendo già in possesso di armi nucleari, non era in grado di colpire agevolmente gli USA, mentre era vulnerabile alle azioni dello Strategic Air Command statunitense. Tra inizio progettazione e presentazione del prototipo trascorsero 4 anni.
Il primo volo avvenne il 20 gennaio 1953 pochi mesi prima della morte di Stalin, che avvenne il 6 marzo successivo.
L'articolo 103 o Progetto 25 era un velivolo disegnato dall'esperto di aerodinamica e strutture Leonid Selyakov. La sua progettazione prevedeva una grande e capace fusoliera, che conteneva gran parte del carburante necessario per estendere l'autonomia e una motorizzazione costituita da 4 motori Mikulin RD-3, gli stessi del Tu-16, montati in maniera simile, totalmente annegati alla radice delle ali con 35 gradi di inclinazione. Queste erano dotate di 4 paretine antiscorrimento e di carrelli alle estremità, ognuno con due ruote. Essi aiutavano a rendere l'aereo più leggero per un più corto decollo, e molto stabile a terra. Le componenti principali del carrello erano invece 2 strutture a 4 ruote l'una, sistemate nella parte ventrale della fusoliera e con pneumatici di grande diametro.
Il carrello anteriore ventrale era provvisto di struttura elevabile per aiutare il velivolo ad assumere un migliore assetto durante il decollo.
Le ali erano molto allungate e nel bordo d'uscita avevano oltre alle consuete superfici di controllo e ipersostentazione i tubi di scarico dei motori, leggermente inclinati all'esterno per non danneggiare la fusoliera, anche se così perdevano una parte della capacità di spinta.
I piani di coda erano leggermente a freccia, molto allungati anch'essi, con al loro centro una torretta armata con due cannoni da 23 mm AM-23, ognuno con una riserva di 1000 colpi, radar Argon sopra di essa e pesanti blindature protettive, inclusa una serie di vetri blindati per l'operatore. Altre torrette erano sistemate nel dorso e sul ventre, con 2 cannoni da 23mm l'una e struttura di minima resistenza aerodinamica, ma senza radar di tiro dedicati.
Sul muso, inizialmente di forma assai arrotondata, era presente la sonda per il rifornimento in volo. il compartimento per le bombe poteva trasportare carichi anche superiori alle 20 tonnellate, costituiti da armamento convenzionale o bombe nucleari da 5.000 kg.
Le prove in volo confermarono una velocità leggermente migliore rispetto al Tu-95 ma il limite venne presto individuato nell'autonomia: malgrado i 947 km/h a 6 700 m, l'aereo armato con una bomba da 5 tonnellate si dimostrò in grado di percorrere solo 8.000 km senza rifornimento in volo, rispetto alle stime di 12.000 km.
Vennero quindi avanzate proposte per migliorare le prestazioni, quali motori migliorati e rifornimento in volo. Le soluzioni non poterono essere adottate subito e si cominciò ad alleggerire l'apparecchio con la consulenza dell'esperto dell'OKB Tupolev, Korjhienkyn, il che portò già nel 1953 al decollo di un secondo aereo. La riduzione dei supporti delle tubature, uno degli espedienti per alleggerire l'aereo ed aumentarne il carico di combustibile, provocò la rottura di una di queste e la catastrofe, con l'esplosione in volo dell'aereo.

### Produzione in serie
Risolti i problemi di sviluppo, venne avviata la produzione di un lotto di 10 macchine a Kazan, consegnate già nel 1955, ancora in parità con lo sviluppo del B-52 statunitense, che ancora non era entrato in servizio. Nel frattempo però venne costruito il Tu-95, autorizzato nel 1951 e decollato come prototipo il 16 febbraio di 4 anni dopo. Esso impiegando la combinazione di un'ala a freccia, fusoliera snella e potenti turboeliche era in grado di fornire prestazioni di volo equivalenti al M-4, ma con 5000 kg di carico bellico aveva un'autonomia di 13500 km. L'M-4 venne quindi messo in discussione dal prestante concorrente, tanto che si considerò di abbandonarlo definitivamente.
La corsa agli armamenti, portò alla progettazione di una bomba nucleare da 100 megaton. Per portare un ordigno del genere, l'M-4 aveva sul Tu-95 il vantaggio di una maggiore potenza di sollevamento e una fusoliera dal diametro di 3,6 m contro quella del rivale, che era di soli 2,9 metri.
L'OKB continuò a cercare di migliorare il raggio d'azione del bombardiere, e dopo avere inizialmente scartato motori come i Dobrynin VD-5 da 13.000 kg di spinta, perché ancora in fase di sviluppo, vennero scelti i successivi VD-7, che sebbene meno potenti, erogando 12.000 kg di spinta, erano un eccellente disegno che permetteva di raggiungere un rapporto compressione di 11,2 con appena 9 stadi, mentre il consumo specifico che potevano vantare era di circa 0,8 kg/kg≅s/h ovvero oltre il 10 - 20 % inferiore degli RD-3. Esso era più grande, anche se non di molto, ma pesava di meno. Rifatti le nicchie di alloggiamento per i nuovi motori, ma non le prese d'aria e gli scarichi, l'ala dell'aereo venne pure ridisegnata, con un allungamento che la rendeva ancora più rastremata e grande, perché passò da un'apertura di 50,53 m a 53,14 m. Al tempo stesso, la struttura ne venne rinforzata e altro carburante venne imbarcato.
Oltre a queste importanti modifiche, anche la parte anteriore della fusoliera venne pesantemente rimaneggiata, ingrandendo l'abitacolo, e rendendo il muso totalmente metallico, anziché con le finestrature originali. La parte inferiore del muso era dielettrica, perché alloggiava un grande radar PRB-4 Rubin, capace di scoprire una piccola nave a 200 km e una grande a 400. Vi furono anche altre modifiche alle sistemazioni dell'equipaggio, specie quelle del radarista e del navigatore-bombardiere, spostato nella parte posteriore della fusoliera.
Uno degli 8 componenti dell'equipaggio venne eliminato, per ottenere più spazio in cabina. Tutti erano alloggiati nel settore anteriore e pressurizzato della fusoliera, tranne il cannoniere. Praticamente solo la zona caudale venne lasciata nella configurazione originale. Dopo le modifiche, l'M4 era in grado di decollare al peso di 203 t, 21 più del tipo originario. La nuova versione poteva portare un carico di 20 t e le 3 torrette difensive con 4.200 colpi su distanze maggiori: il carico di combustibile arrivava a 105.700 kg totali. Il progetto venne chiamato 201M o successivamente, solo 3M. Anche per questo modello vi fu la perdita del primo esemplare in un incidente causato dalla perdita del muso durante una picchiata nei voli di prova.
La produzione venne avviata e la fabbrica GAZ-24 di Mosca allestì altri 24 M-4, della versione precedente, ma l'ultimo venne modificato allo standard M3 e volò il 27 marzo 1956. Anche questo andò perduto per problemi di stabilità longitudinale e questo comportò la modifica anche dei piani di coda, che vennero modificati introducendo un sistema ad incidenza variabile in volo.
Nonostante i 3 apparecchi, 2 dell'ultima generazione, persi in incidenti, il progetto venne considerato maturo e messo in produzione di serie a partire dalla seconda metà del 1956, con un totale di 47 velivoli costruiti. Due 3MS vennero usati per ottenere una serie di primati mondiali, arrivando a totalizzarne circa venti.
Gli M4 della prima versione vennero convertiti in aerocisterne, designate M-4-2, dotate di serbatoi aggiuntivi per un totale di altri 48.000 litri di combustibile, sfruttando così totalmente la loro capacità di carico per dare supporto ai bombardieri. L'entrata in servizio avvenne attorno al 1960, dando luogo ad una combinazione bombardiere-aerocisterne più che in grado di raggiungere gli USA.
I motori VD-7 però si rivelarono poco affidabili e richiedevano manutenzioni frequenti. Venne quindi deciso di reintrodurre i motori RD-3, nel modello RD-3M-500A del 1959, che avevano una spinta aumentata da 8.700 kg a 9.500, ma consumo ridotto a 0,86 e quindi appena superiore a quello dei motori VD-7. La combinazione della cellula migliorata e dei motori consentì di ottenere un aumento dell'autonomia con 5 tonnellate di bombe da 8.000 a 9.500 km, risultato ancora insoddisfacente, specie se paragonato alle prestazioni del 3M che raggiungeva i 12.000 km, ma oramai era stato accettato che fosse necessario ricorrere al rifornimento in volo per raggiungere gli USA e ritornare.
I nuovi aerei con la nuova motorizzazione, pur avendo anche minori prestazioni di volo, vennero considerati soddisfacenti, e con i nuovi motori installati anche sui Tu-16 e 104, vennero costruiti altri 47 bombardieri. Il progettista dei motori Profokii Zubets ebbe il Premio Lenin per la nuova versione del motore, e i 47 Molot, martello in russo, restarono operativi come bombardieri nucleari strategici per tutti gli anni sessanta. Anche metà degli M4 prodotti in precedenza vennero rimotorizzati con il motore RD-3M. Gli altri aerei non modificati, vennero aggiornati con il nuovo motore VD-7B, versione molto più affidabile del precedente, che aveva portato all'introduzione della versione 3MN. La potenza dei motori VD-7 era stata ridotta ai livelli dell'RD-3 migliorato, il che annullò la differenza di circa 3 tonnellate di spinta che esisteva inizialmente. Il peso massimo al decollo di queste versioni, scese di conseguenza.
L'ultima versione fu la 3MD, scambiata dalla NATO per un pattugliatore marittimo e chiamata Bison C. Il suo vero nome era 3MD e si caratterizzava per un nuovo muso estremamente appuntito, il che migliorava la visibilità anteriore e diminuiva la resistenza aerodinamica, con la sonda di rifornimento all'estremità e il radar al disotto. 9 esemplari vennero costruiti ex novo e altri aerei aggiornati.
La produzione venne fermata all'esemplare 94, perché oramai il Tu-95 riscuoteva maggior consenso dagli stati maggiori sovietici, mentre all'M-4 venne assegnato il ruolo di aerocisterna veloce.

## Tecnica
- Ap.alare: Pr.25, M-4 Bison-A:(50,53), 3M Bison-B, 3MS, 3MN, 3MD Bison-C (53,14) m.
- Sup.alare: Pr.25, M-4 Bison-A:(340,2),3M Bison-B, 3MS, 3MN,(350) 3MD Bison-C (351,78) m.
- Lunghezza:Pr.25, M-4 Bison-A:(47,66), 3M Bison-B, 3MS, 3MN,(51,7) 3MD Bison-C (51,8) m.
- Peso vuoto: Pr.25,(77t.), M-4 Bison-A,(79,7), 3M Bison-B(74,43), 3MS(75,74), 3MN(74,99), 3MD Bison-C (76,8) t.
- Peso carico:Pr.25 (181,5), M-4 Bison-A(184), 3M Bison-B(202), 3MS(192), 3MN(192), 3MD Bison-C (192) t.
- Carburante: Pr.25 e M-4, 132.000l. Gli altri, superiore ma incerta.
- Motori:Pr.25, M-4 Bison-A:(AM-3Ax8.700kgs.), 3M Bison-B(VD-7x11.000), 3MS(RD-3M-500Ax9.500), 3MN(VD-7Bx9500), 3MD Bison-C (Id.).
- Vel.max:Pr.25 (947 km/h a 6 700 m), M-4 Bison-A (930 km/h a 7 500 m), 3M Bison-B (940 km/h a 8 500 m), 3MS(925 km/h a 8 500 m), 3MN (925 km/h a 8 500 m), 3MD Bison C (930 km/h a 8 500 m).
- Tangenza:Pr.25 (12 500 m), M-4 Bison A (id.), 3M Bison B (14 900 m), 3MS (14 000 m), 3MN, 3MD Bison C (id.)
- Raggio con 5 tonnellate di carico: Pr.25 8 000 km, M-4 Bison A (8 100 km), 3M Bison B(12 000 km), 3MS (9 400 km), 3MN(10 200 km), 3MD Bison C (10 950 km).

## Impiego operativo
Uno dei reparti di volo sull'aereo era basato ad Engels, che ebbe per questo apparecchio una pista allungata a 3.500m, allargata a 100, e rinforzata per carichi più pesanti.
Le tipiche missioni di volo iniziavano con il decollo con rotta verso nord, rifornimento in volo sopra il Mare di Barents, volo in spazi aerei internazionali, avvicinamento alle coste americane, ritorno alla base dopo un secondo rifornimento in volo. A queste missioni, negli anni sessanta praticamente quotidiane, vennero poi affiancate quelle di ricognizione. Gli M-4 grazie al loro grande radar, potevano controllare gli spostamenti delle portaerei statunitensi nei mari settentrionali del pianeta, ma in questo ruolo vennero per lo più sostituiti dai Bear.
Gli M-4 vennero messi in ombra dal Bear anche per altri tipi di missione, in quanto non vennero mai dotati della capacità di lancio di missili strategici aria-superficie che caratterizzarono tutti gli altri aerei strategici sovietici e vennero ben presto relegati al ruolo di aerocisterne per sfruttare il carico di carburante che avevano a bordo.
Sempre ad Engels, hanno operato anche i 3MS-2 del 203mo Reggimento, con compiti di rifornimento in volo, fino a quando non sono stati sostituiti dagli Il-78 nel 1995. I bombardieri sono stati demoliti già alla fine degli anni ottanta con qualche residuo nel decennio successivo.

## Versioni
- 4M: eliminazione del cannone di prua del prototipo, sostituzione degli altri cannoni NR-23 con gli AM-23 dotati di cadenza da 850 a 1200 colpi/minuto. In seguito gli AM-3A vennero sostituiti cpn gli RD-3M e poi gli RD-3M-500.
- M-4: l'85 esemplare, modificato con una sonda per il rifornimento in volo.
- M-4-2: tra il 1959 e i l1963 vennero modificati gran parte degli M-4 in aerocisterne, con 48.000 l. aggiuntivi
- 3M Bison-B: versione di seconda generazione, estesamente modificata con motori VD-7, ala allungata, muso ridisegnato ed altre modifiche minori.
- 103M: versione da record: nel 1959 era capace di trasportare 27 t di carico a 1.028 km/h su 1. 000 km.
- 201M: l'altro apparecchio da primato che nel 1959 trasportò 10 t a 15.317 m r 55.200 kg a 2.000 m, battendo 19 primati mondiali.
- 3MS: versione rimotorizzata con i più affidabili AM-3M500 tra il 1958 e il 1962. Ebbe la suite di autoprotezione elettronica SPS-2 e altri aggiornamenti.
- 3MN: Nel 1959 i VD-7 depotenziati raggiunsero risultati soddisfacenti, e parte delle macchine venne modificata a tali livelli.
- 3MD Bison C: la versione, presentata nel 1967 a Domenovo, con il muso appuntito.
- 3Mye: prototipo di bombardiere da alta quota, oltre 17.000 m sperimentato nel 1963, motori VD-7P da 11.300 kg di spinta.
- 3MS-2: aerei trasformati in aerorifornitori dopo i trattati SALT, che comportarono la demolizione di molti apparecchi.
- 3MD-2: simile trasformazione della precedente, ma bombardieri 3MD e non 3MS.
- VM-T Atlant: chiamato inizialmente 3M-T. Tre aerei 3MN (di cui uno non volante utilizzato come banco-prova a terra) vennero modificati nell'ambito del programma Buran, per trasportare la navetta spaziale (o parti di questa) oppure il propulsore Energiya. Entrati in servizio nel 1982, furono radiati nel 1989.

- 2M: apparecchi da bombardamenti ad alta quota con 4 motori VD-5 alloggiati su pod subalari, elaborato nel 1956 ma poi abbandonato.
- M-28: l'M-4 ebbe una ultima evoluzione, con la versione trasporto, dotata di un doppio ponte, oppure per i passeggeri, con una capacità stimata di ben 380 passeggeri. Nessuno di questi interessanti apparecchi, basati sulla cellula 3M, venne mai completato.

Altri sviluppi arrivarono con la versione M-3 sperimentata come aereo antinave armato con 4 siluri antinave pesanti 45-46-AN, nel 1956, e la versione 3M5 che con un esemplare 3MN modificato ebbe la possibilità di ospitare 2 missili AS-6, ma la cosa non ebbe seguito.

### Testi di riferimento
- Rivista Italiana Difesa, settembre 2001.
- Aerei, luglio-agosto 2004.

### Siti web
- (EN) aerospaceweb.org, Aircraft Museum - M-4 Molot 'Bison', su aerospaceweb.org. URL consultato il 16 giugno 2011.
- (RU) airwar.ru, BAC. Мясищев В.М., su airwar.ru. URL consultato il 17 giugno 2011.
- (EN) aviastar.org, Petlyakov Pe-8 / Tupolev ANT-42 / TB-7 - bomber, su aviastar.org. URL consultato il 17 giugno 2011.
- (EN) Andreas Parsch e Aleksey V. Martynov, Designations of Soviet and Russian Military Aircraft and Missiles, su designation-systems.net, 2 luglio 2008. URL consultato il 28 marzo 2011.
- (EN) soviethammer.info, MYASISHEHEV DVB-102 [collegamento interrotto], su soviethammer.info. URL consultato il 17 giugno 2011.
- (EN) Goebel, Greg, The Myasishchev M-4 / 3M "Bison" & M-50 "Bounder", su airvectors.net, vectorsite.net. URL consultato il 10 gennaio 2011.